# ムーロス (スペイン)

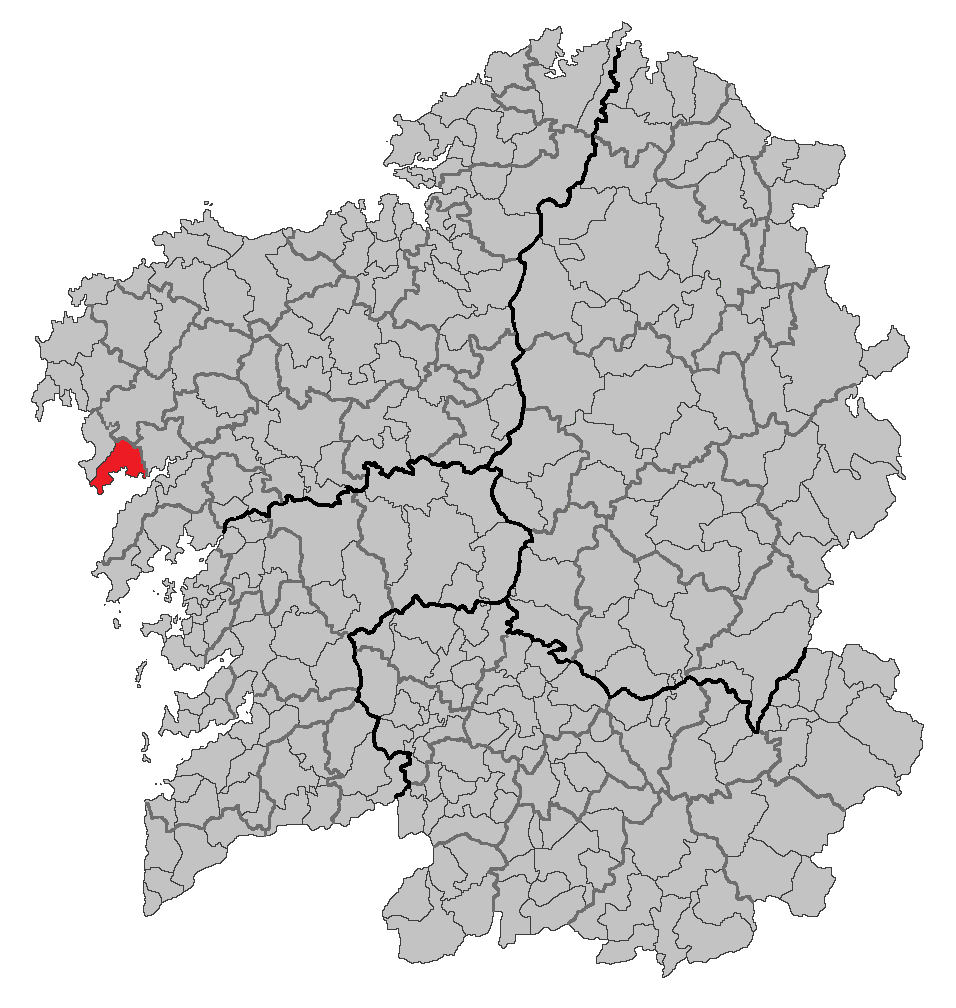
ガリシア州内の位置

ムーロス（Muros）は、スペイン、ガリシア州、ア・コルーニャ県の自治体。コマルカ・デ・ムーロスに属する。ムーロスは、リアス・バイシャスで最も北にあるリア・デ・ムーロス・エ・ノイアの北部に位置する。ガリシア統計局によると、2013年の人口は9,281人（2011年：9,565人、2010年：9,704人、2009年：9,787人、2007年：9,931人、2006年：9,999人、2005年：9,995人、2004年：10,050人、2003年：10,095人）。住民呼称はmuradán/-á。
ガリシア語話者の自治体住民に占める割合は99.02％（2001年）。

## 地理
ムーロスは、ア・コルーニャ県の西部に位置し、コマルカ・デ・ムーロスに属する。北はマサリコスと、東はオウテスと、西はカルノータの各自治体と隣接し、南はリア・デ・ムーロス・エ・ノイア（ムーロス・ノイア湾）に面している。
ムーロスはムーロス司法管轄区に属し、同管轄区の中心自治体である。

### 人口
住民は8の教区の60の地区（集落）に居住する。
| ムーロスの人口推移 1900－2010                           |
|                                                         |
| 出典:INE（スペイン国立統計局）1900年 - 1991年、1996年 - |

## 政治
自治体首長はガリシア社会党（PSdeG-PSOE）のカリダッ・ゴンサーレス・セルビーニョ（Caridad González Cerviño）、自治体評議員はガリシア社会党：6、ガリシア国民党（PPdeG）：4、ガリシア民族主義ブロック：3（2011年5月22日の自治体選挙結果、得票順）。
| 1999年6月13日自治体選挙 |        |        |          |
| 政党                    | 得票数 | 得票率 | 獲得議席 |
| PSdeG-PSOE              | 2,043  | 33.48% | 6        |
| CDI                     | 1,552  | 25.43% | 4        |
| PPdeG                   | 1,419  | 23.25% | 4        |
| BNG                     | 1,015  | 16.63% | 3        |

| 2003年5月25日自治体選挙 |        |        |          |
| 政党                    | 得票数 | 得票率 | 獲得議席 |
| CDI                     | 1,827  | 29.26% | 5        |
| PSdeG-PSOE              | 1,764  | 28.25% | 5        |
| BNG                     | 1,461  | 23.39% | 4        |
| PPdeG                   | 1,140  | 18.25% | 3        |

| 2007年5月27日自治体選挙 |        |        |          |
| 政党                    | 得票数 | 得票率 | 獲得議席 |
| PSdeG-PSOE              | 2,446  | 40.06% | 6        |
| BNG                     | 1,792  | 29.35% | 4        |
| PPdeG                   | 1,536  | 25.16% | 3        |
| AVIM                    | 239    | 3.91%  | 0        |

| 2011年5月22日自治体選挙 |        |        |          |
| 政党                    | 得票数 | 得票率 | 獲得議席 |
| PSdeG-PSOE              | 2,282  | 39.92% | 6        |
| PPdeG                   | 1,762  | 30.82% | 4        |
| BNG                     | 1,508  | 26.38% | 3        |

## 教区
ムーロスは8の教区に分けられる。
- アベジェイラ（サント・エステーボ）
- エステイロ（サンタ・マリーニャ）
- ロウロ（サンティアーゴ）
- ムーロス（サン・ペドロ）
- セーレス（サン・ショアン）
- セスタイオ（サン・ミゲル）
- タル（サンティアーゴ）
- トレア（サン・シアン）

## 姉妹都市
- ヒホン、スペイン